# Javier Rojo Gómez (Hidalgo)
Javier Rojo Gómez, es una localidad de México, ubicada en el municipio de Tulancingo de Bravo, en el estado de Hidalgo.

## Geografía
Se ubica en el Valle de Tulancingo, y le corresponden las coordenadas geográficas 20° 04’ 19.199” de latitud norte y 98° 25’ 04.56” de longitud oeste, con una altitud de 2197 m s. n. m. En cuanto a fisiografía se encuentra dentro de la provincia del Eje Neovolcánico, dentro de la subprovincia de Lagos y Volcanes de Querétaro e Hidalgo; su terreno es de lomerío y valle. En lo que respecta a la hidrografía se encuentra posicionado en la región del Pánuco, dentro de la cuenca del río Moctezuma, en la subcuenca del río Metztitlán. Cuenta con un clima semiseco templado.

## Demografía
En 2020 registró una población de 7749 personas, lo que corresponde al 4.60 % de la población municipal. De los cuales 3790 son hombres y 3959 son mujeres. Tiene 2002 viviendas particulares habitadas. La localidad se encuentra en la zona metropolitana de Tulancingo.
| Gráfica de evolución demográfica de Javier Rojo Gómez entre 1990 y 2020                                     |
| |
| Población de los censos y conteos del Instituto Nacional de Estadística y Geografía (INEGI) de 1990 a 2010. |